# Heinrich Ehrenfried Warnekros
Heinrich Ehrenfried Warnekros (* 8. Oktober 1752 in Stralsund; † 8. Oktober 1807 in Greifswald) war ein deutscher Philologe und Gymnasiallehrer. Er reformierte die Greifswalder Stadtschule und legte damit die Grundlagen für eine moderne Bürgerschule.

## Leben
Der Sohn des Friedrich Christoph Warnekros, Altermann der Brauerkompagnie, besuchte die Schule in Stralsund und studierte ab 1772 an der Universität Göttingen. An der Universität Greifswald wurde er 1776 zum Doktor der Philosophie promoviert und war dort einige Zeit als Privatdozent beschäftigt. Er erwarb sich durch seine Schriften Entwurf der hebräischen Alterthümer (1782) und Der Geist Shakespear’s (1786) allgemeine Anerkennung.
Nach drei erfolglosen Bewerbungen um eine feste Anstellung an der Hochschule übernahm er 1783 von Theophilus Coelestinus Piper das Rektorat der Greifswalder Stadtschule. Es gelang ihm, mit Unterstützung der Greifswalder Bürgerschaft und der Regierung Schwedisch-Pommerns in Stralsund, gegen den Widerstand des Greifswalder Rates die heruntergekommene Schule zeitgemäß zu reformieren. Aus der alten Lateinschule entstand eine den neuen Anforderungen gerecht werdende bürgerliche Bildungsanstalt. Die Schülerzahl stieg von 16 im Jahr 1783 auf 101 im Jahr 1800. Während seiner Amtszeit wurde 1799 die neue große Stadtschule eingeweiht, heute die Gemäldegalerie des Pommerschen Landesmuseums.
Heinrich Ehrenfried Warnekros wurde 1805 vom schwedischen König mit dem Professorentitel geehrt. Er starb 1807 während der Besetzung Schwedisch-Pommerns durch französische Truppen. Die Warnekrossche Lehrordnung blieb im Wesentlichen bis 1816 bestehen.
Heinrich Ehrenfried Warnekros war nicht verheiratet. Sein Bruder war der Jurist David Wilhelm Warnekros.